# 蒲江县
蒲江县是中国四川省成都市下辖的一个县。面积580平方公里，人口約26万。县人民政府驻鹤山街道。

## 行政区划
蒲江县下辖2个街道办事处、6个镇：
鹤山街道、寿安街道、大塘镇、朝阳湖镇、西来镇、大兴镇、甘溪镇和成佳镇。

## 交通
蒲江位于成都市西南，距双流国际机场约50公里，距青龙场火车站约49公里。域内有成雅高速、 318国道、 108国道过境，目前还在修建成新浦快速路、成新蒲轻轨等要道，将极大提高蒲江与成都市区的通行能力。

## 环境
蒲江森林覆盖率达49%，年平均气温约16℃，空气、土壤和水源质量都比较好。

## 人口
2020年末，根据成都市第七次全国人口普查显示：蒲江县常住人口为255563人，男性人口占比49.83%，女性人口占比50.17%，年龄结构中0-14岁占比12.79%，15-59岁占比63.51%，60岁以上占比23.7%，65岁以上占比18.59%。

## 名人
- 南宋理学家魏了翁
- 抗日名将李家钰

## 特产
- 蒲江米花糖：中国地理标志产品。蒲江米花糖有几百年的历史了，是深受川西平原老百姓喜爱的一种食品，采取猪油和菜油混合炸米花泡子。这样不但使米花糖具有猪油的香洁，更有菜油的清香，米花糖还呈发亮的嫩白色，在生产工艺和产品的风味上独树一帜。本品由于色、香、味俱佳，四川省商业局评定为1979年度优质产品。
- 蒲江猕猴桃：中国地理标志产品。蒲江县近几年把猕猴桃市场发展的很大，而且是世界公认的猕猴桃最佳种植区，生态条件优越，品种资源丰富，市场基础良好。
- 蒲江雀舌：中国地理标志产品。
- 蒲江丑柑：中国地理标志产品。